# صالح العمري
صالح محمد آل جمعان العمري(14 أكتوبر 1993) لاعب كرة قدم سعودي يلعب كمهاجم في نادي الاتحاد. ووقع خلال صيف 2024 بنظام الإعارة لنادي الرائد السعودي.

## مسيرته
كانت بداياته مع نادي القادسية و انتقل إلى النادي الأهلي في عام 2014 و أعاره الأهلي إلى الاتفاق في عام 2016 و عاد بعدها إلى الأهلي وانتهى عقده مع الأهلي في صيف 2018 و وقع بعدها مع نادي الوحدة و انتقل إلى نادي الاتفاق في عام 2019 و انتقل إلى نادي أبها في صيف 2020 .

## البطولات

### االأهلي
- كأس ولي العهد السعودي 2014–15
- دوري المحترفين السعودي 2015-16
- كأس خادم الحرمين الشريفين 2017

## وصلات خارجية
- صالح العمري على موقع قاعدة بيانات كرة القدم.إي يو (الإنجليزية)
- صالح العمري على موقع ناشيونال فوتبول تيمز (الإنجليزية)
- صالح العمري على موقع Soccerway.com (الإنجليزية)